# Mikael Strandberg (äventyrare)
Jan Mikael Strandberg, född 15 februari 1962 i Järna församling, Kopparbergs län, är en svensk äventyrare, filmare, föreläsare och författare. Strandberg är den fjärde svensk, efter Sven Hedin, Otto Nordenskiöld och Valter Schytt, som föreläst vid The Royal Geographical Society i London.
Han har fått medalj av Explorers Club och Travellers Club. Sommaren 2006 var han en av sommarvärdarna i Sveriges Radio P1. Han var 1995–2006 gift med Titti Strandberg.

## Resor
- 1986–1987: På cykel från Chile till Alaska (USA). 27 500 km.
- 1989–1992: På cykel från Nordkap, Norge till Sydkap, Sydafrika. 33 000 km.
- 1994–1996: På cykel från Nya Zeeland till Kairo. 29 500 km.
- 1997–1998: Till häst genom Patagonien. 3 000 km.
- 2000: Till fots genom Massajland i Afrika. 1 000 km.
- 2004: Med skidor och kanot längs Kolymafloden i nordöstra Sibirien. 3 500 km.

## Priser och utmärkelser
- 1999 - Eldsjälspriset